# Marianne Stokes
Marianne Stokes, nascida Marianne Preindlsberger (Graz, 19 de janeiro de 1855 – Londres, 13 de agosto de 1927) foi uma famosa pintora austríaca. Marianne é considerada uma das grandes artistas do período vitoriano na Inglaterra, tendo oscilado em diversos movimentos artísticos. Mudou-se para Londres depois de seu casamento com o também pintor, Adrian Scott Stokes (1854–1935), que conheceu em Pont-Aven.

## Biografia
Marianne nasceu em Graz, capital do estado austríaco da Estíria, em 1855. Por volta de 1870 estudou na Academia de Desenho de Graz e em 1874 foi para Munique, onde estudou com diversos pintores de renome da época, como Wilhelm Lindenschmit, Gabriel von Hackl e Otto Seitz. Seu talento foi reconhecido logo cedo e em Munique ela ganhou uma bolsa de estudos para estudar na França, devido à sua primeira pintura, Muttergluck. Em 1880, já em Paris, ela trabalhou com Pascal Dagnan-Bouveret (1852–1929) e Gustave Courtois (1853–1923). Passava a maior parte de seus dias pintando as paisagens rurais do país e as ruas parisienses e assim como muitos pintores da época, ela foi influenciada pelo pintor rústico Jules Bastien-Lepage. É visível sua influência em várias pinturas de Marianne em cenas rurais, medievais e bíblicas. Por volta dessa época, ela conheceu a pintora finlandesa Helene Schjerfbeck, de quem ficou amiga e com quem visitou Pont-Aven em 1883. Foi em Pont-Aven que ela conheceu o pintor Adrian Scott Stokes, casando-se com ele no ano seguinte em Graz e depois passando vários meses em Capri. 

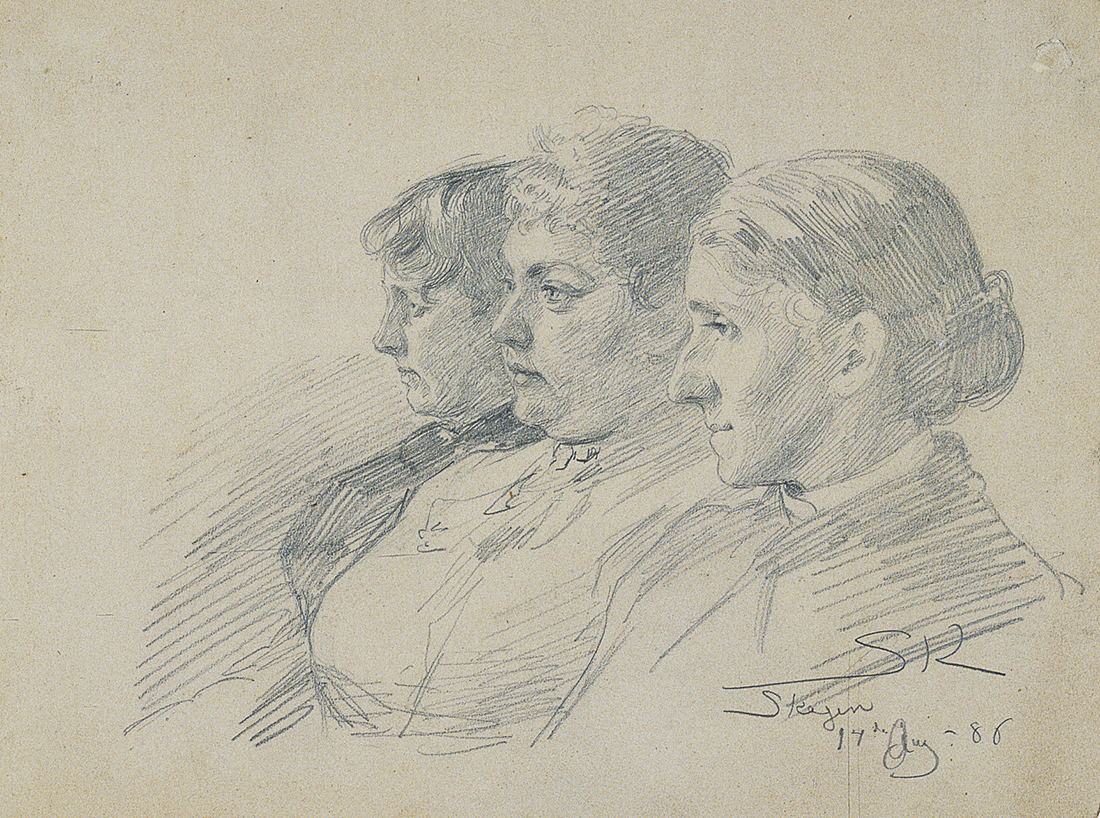
Vilhelmine Bramsen, Beatrice Diderichsen e Marianne Stokes (de frente) em Skagen. Desenho de Peder Severin Krøyer, 14 de agosto de 1886

Exibiu seus trabalhos pela primeira vez em uma exposição na Royal Academy, em 1885. Em seguida na Galeria Grosvenor e na New Gallery, em Londres. Nesta época ela já utilizava seu nome de casada. Na companhia do marido, ela passou os verões de 1885 e 1886 em Skagen, bem ao norte da Dinamarca, onde uma academia de artistas se tornaria famosa e chamada de Pintores de Skagen. O casal fez amizade com o casal de pintores, Michael e Anna Ancher. O casal Stokes também visitou a Irlanda no mesmo ano.
Em 1900, exibiu junto do marido na Fine Art Society e o casal se estabeleceu em seguida em St Ives, na Cornualha, onde Marianne se tornou membro da Newlyn School. O casal não teve filhos e assim puderam viajar constantemente, onde visitaram o Tirol, a Hungria, em 1905 e a região das Montanhas Tatra, entre a Eslováquia e a Polônia. O casal gerou vários rascunhos e quadros das vilas de Važec, Mengusovce e Ždiar, um retrato bastante preciso da vida rural da região. 
Em 1908, ajudou a fazer banners e desenhos para a Passeata Sufragista de até o Royal Albert Hall. 

## Estilo
Marianne inicialmente pintava a óleo, inspirada pelo movimento Pré-Rafaelita e por temas medievais, como se poder ver em quadros como Aucassin e Nicolette. Em seguida, ela utilizou têmpera e gesso, compondo pinturas que pareciam afrescos. Em suas viagens pelas áreas rurais da Europa, o naturalismo esteve muito presente em sua arte.

## Morte
Marianne faleceu em Londres, em 13 de agosto de 1927, aos 72 anos.

## Galeria

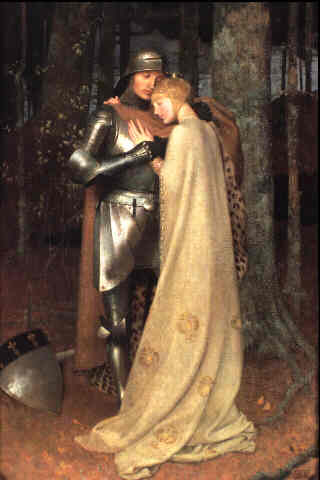
Aucassin e Nicolette. Óleo sobre tela, 124,5 x 81,3 cm
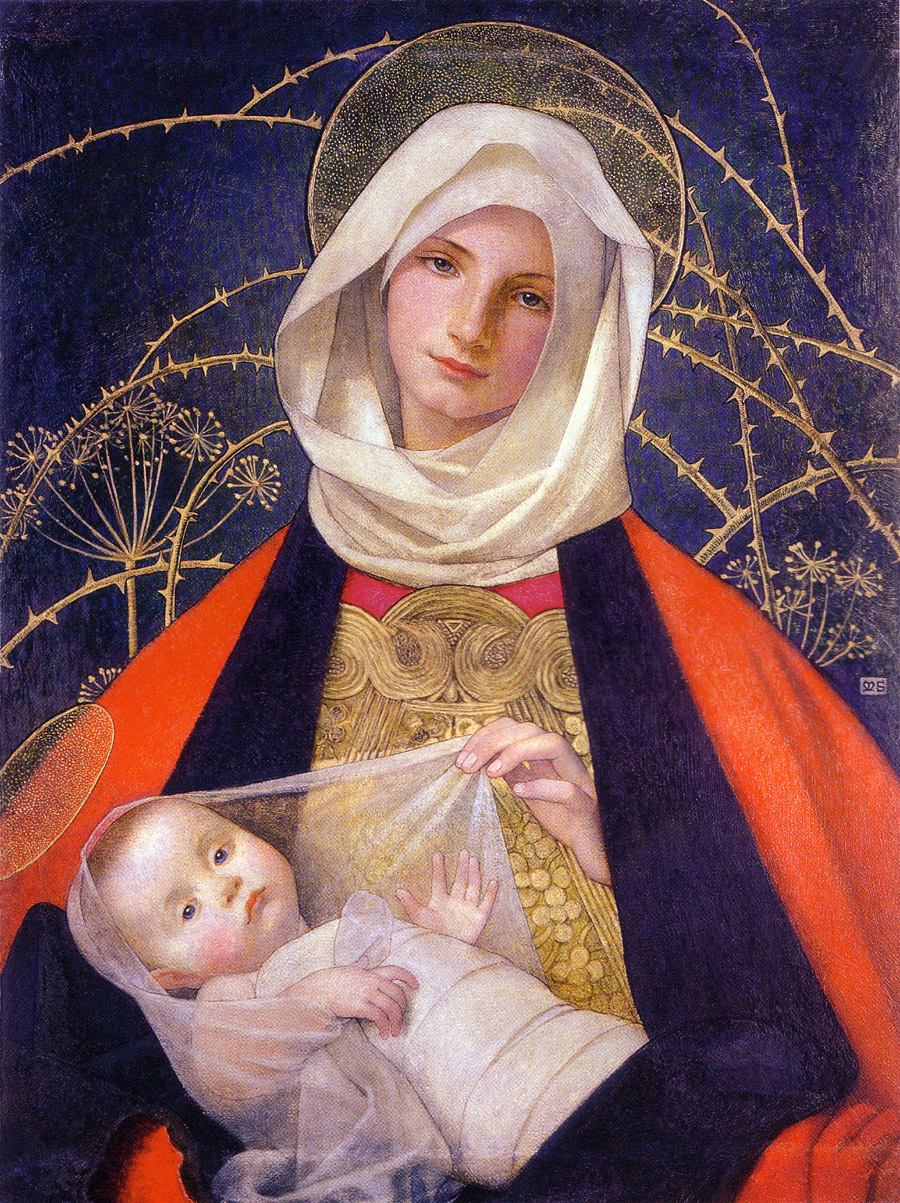
Madonna and Child (1907-1908), têmpera sobre madeira.
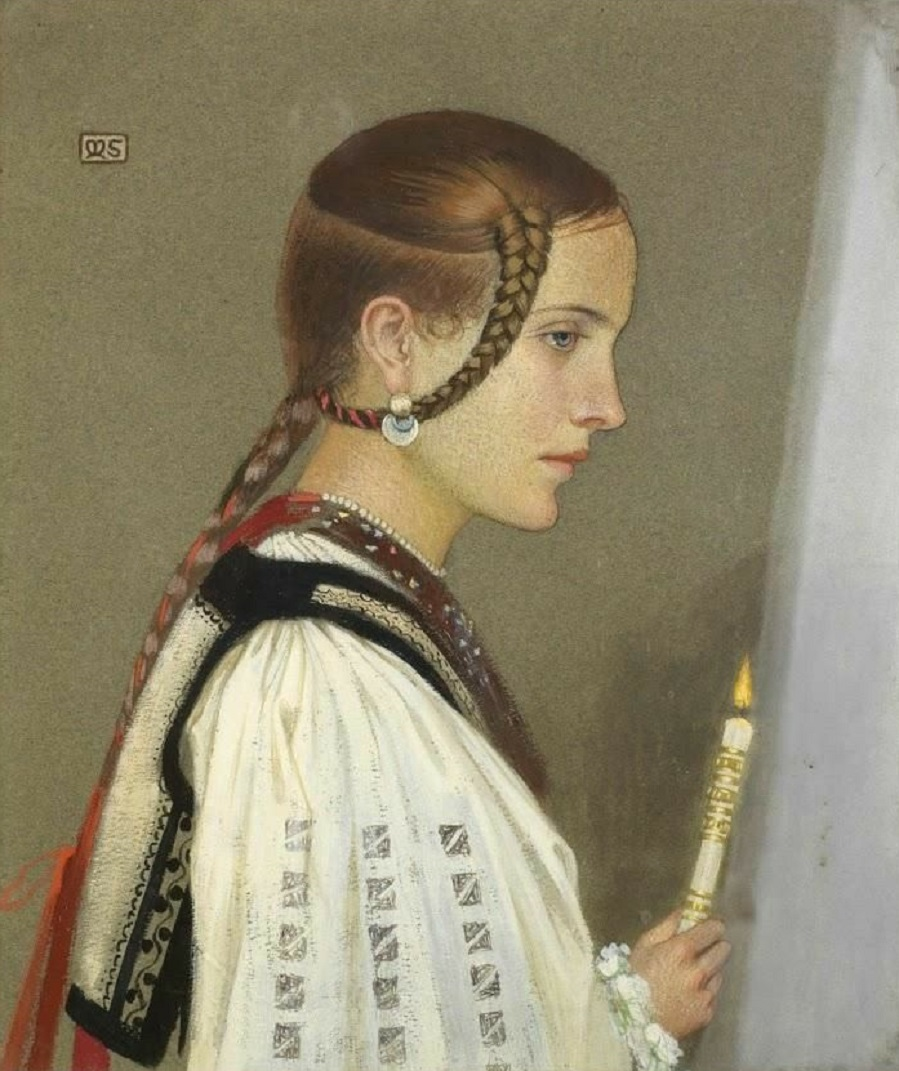
A rumanian bridesmaid, 1905. Óleo sobre tela.
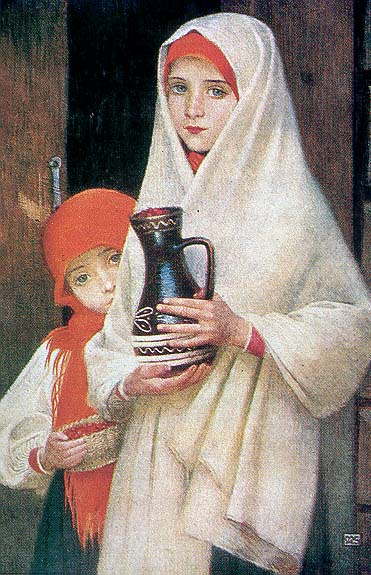
Sem título, pintado na Eslováquia em 1905
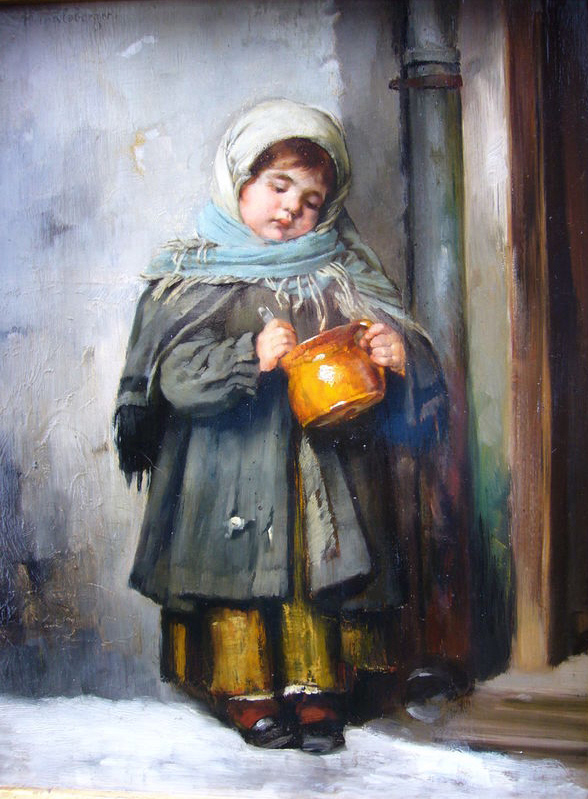
Mädchen, cerca de 1884. Óleo sobre madeira, 22 cm x 29 cm
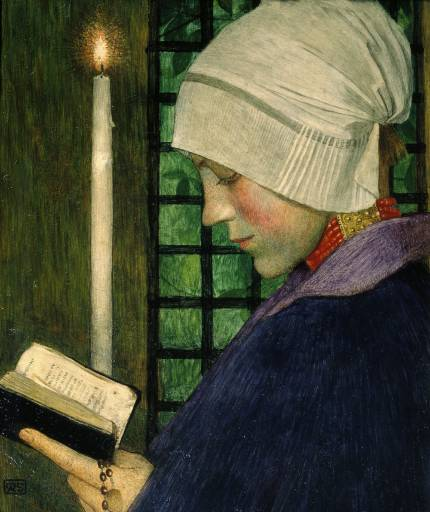
Candlemas Day, 1901, têmpera sobre madeira, 41,6 × 34 cm.